# Céline Dion chante Noël
Céline Dion chante Noël — франкоязычный рождественский альбом канадской певицы Селин Дион, вышедший в Квебеке, Канада, в 1981 году. Это её второй франкоязычный альбом и первый Рождественский альбом.

## Информация об альбоме
«Céline Dion chante Noël» был выпущен фактически через три недели после релиза дебютного альбома Селин Дион и включал в себя традиционные рождественские гимны. Дион записала франкоязычные версии многих известных рождественских песен, таких как «Silent Night» («Sainte nuit»), «White Christmas» («Noël blanc»), «Santa Claus Is Coming to Town» («Père Noël arrive ce soir»), «The Christmas Song» («Joyeux Noël») и другие.
Несмотря на то, что не было выпущено ни одного сингла для раскрутки рождественского альбома, «Céline Dion chante Noël» и «La voix du bon Dieu» разошлись тиражом 30 000 экземпляров в 1981 году, и ожидалось, что будет продано 125 000 экземпляров в следующем. В итоге «Céline Dion chante Noël» разошёлся тиражом 25 000 экземпляров.
Композиции «Glory Alleluia», «Promenade en traîneau» и «Joyeux Noël» также вошли на второй рождественский альбом Селин Дион «Chants et contes de Noël». В 1993 году Селин Дион записала англоязычную версию песни «Joyeux Noël», названную «The Christmas Song», которая позже была включена в её альбом 1998 года «These Are Special Times». Также в 1994 году она записала новую версию песни «Petit Papa Noël» с «Alvin and the Chipmunks» для их альбома «A Very Merry Chipmunk».

## Список композиций
| №   | Название                               | Автор(ы)                           | Продюсер     | Длительность |
| --- | -------------------------------------- | ---------------------------------- | ------------ | ------------ |
| 1.  | «Glory Alleluia»                       | Андре Паскаль                      | Рене Анжелил | 3:38         |
| 2.  | «Le p'tit renne au nez rouge»          | Джонни Маркс Жак Лару              | Анжелил      | 2:44         |
| 3.  | «Petit Papa Noël»                      | Раймон Винси Анри Мартине          | Анжелил      | 3:46         |
| 4.  | «Sainte nuit»                          | Франц Ксавьер Грубер Йозеф Мор     | Анжелил      | 2:57         |
| 5.  | «Les enfants oubliés»                  | Луи Амад Жильбер Беко              | Анжелил      | 3:00         |
| 6.  | «Noël blanc»                           | Ирвинг Берлин Франсис Бланш        | Анжелил      | 2:49         |
| 7.  | «Père Noël arrive ce soir»             | Джон Фредерик Кутс Хейвен Гиллеспи | Анжелил      | 2:00         |
| 8.  | «J'ai vu maman embrasser le Père Noël» | Томми Коннор Жео Кожер Лулу Гасте  | Анжелил      | 2:40         |
| 9.  | «Promenade en traîneau»                | Лерой Андерсон Митчелл Пэриш       | Анжелил      | 2:56         |
| 10. | «Joyeux Noël»                          | Мел Торме Роберт Уэллс             | Анжелил      | 2:36         |

## Хронология релиза альбома
| Регион | Дата выпуска   | Лейбл         | Формат          | Каталог    |
| ------ | -------------- | ------------- | --------------- | ---------- |
| Канада | 4 декабря 1981 | Super Étoiles | LP              | SPE 4102   |
| Канада | 4 декабря 1981 | Super Étoiles | Компакт-кассета | 16-SP 1901 |